# 哥本哈根大街铁路
哥本哈根大街铁路（丹麥語：Boulevardbanen）是一条全程位于丹麦首都哥本哈根市区内的铁路。长3.2千米，多半位于地下，大致呈西南—东北走向。地下段位于北城墙街和东城墙街地下。西南端终点位于哥本哈根火车总站，东北端终点位于东门站。承载西兰岛海岸铁路、西兰岛北线铁路、克兰彭堡铁路。1917年12月1日启用。1934年5月15日引入哥本哈根市郊铁路。
该线为四线铁路，其中，两条线路供干线铁路使用，另外两条线路供哥本哈根市郊铁路使用。该线还设有两个中途站：西门站、北门站。 现时经过哥本哈根大街铁路的哥本哈根市郊铁路线路包括A线、B线、Bx线、C线、E线、H线。 其中，西门站仅有哥本哈根市郊铁路列车停靠，其它列车并不停靠。
| 站名             | 里程    | 车站结构           |
| ---------------- | ------- | ------------------ |
| 哥本哈根火车总站 | 0千米   | 下沉式部分露天车站 |
| 西门站           | 0.5千米 | 下沉式露天车站     |
| 北门站           | 1.5千米 | 地下车站           |
| 东门站           | 3.2千米 | 下沉式露天车站     |

## 图片集

### 规划及施工阶段

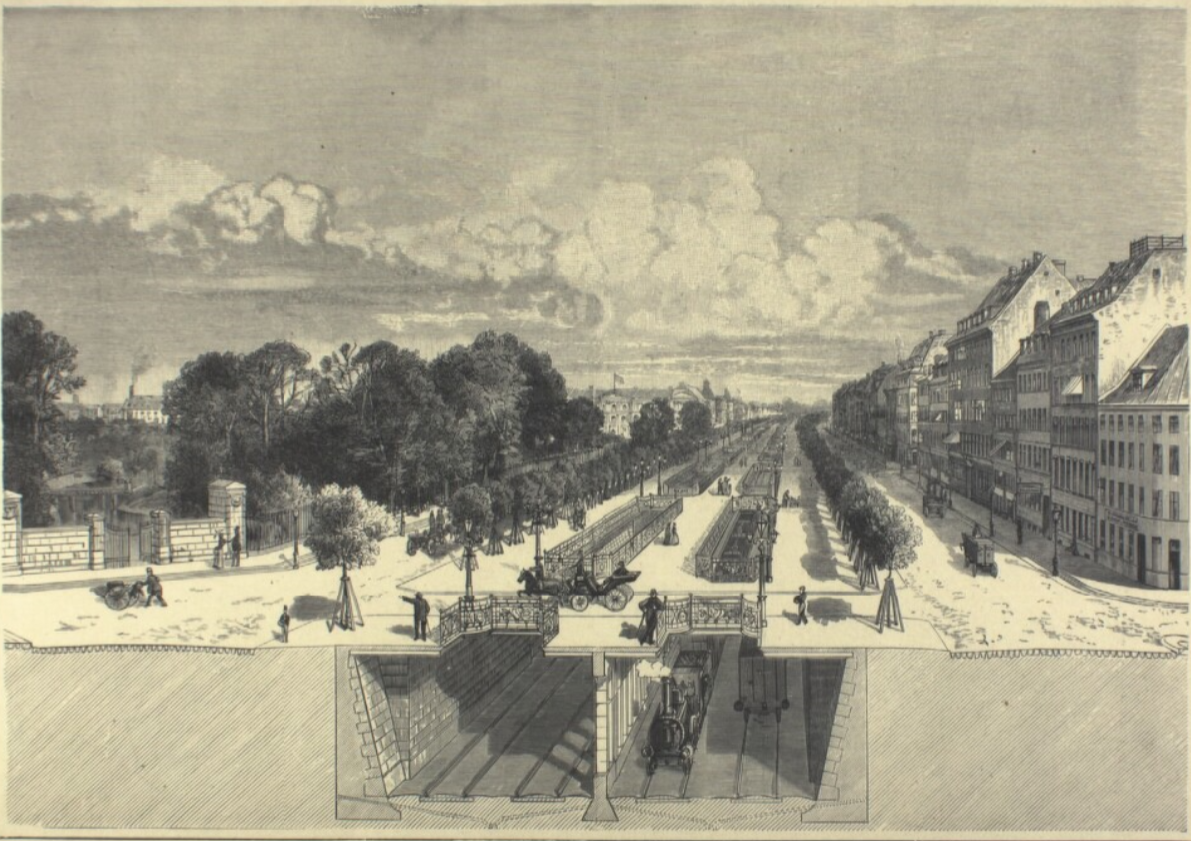
哥本哈根大街铁路隧道段剖面规划图，从图中可以看出为蒸汽机车排放废气而设计的连通隧道顶部和地面的大通风口。[註 1]

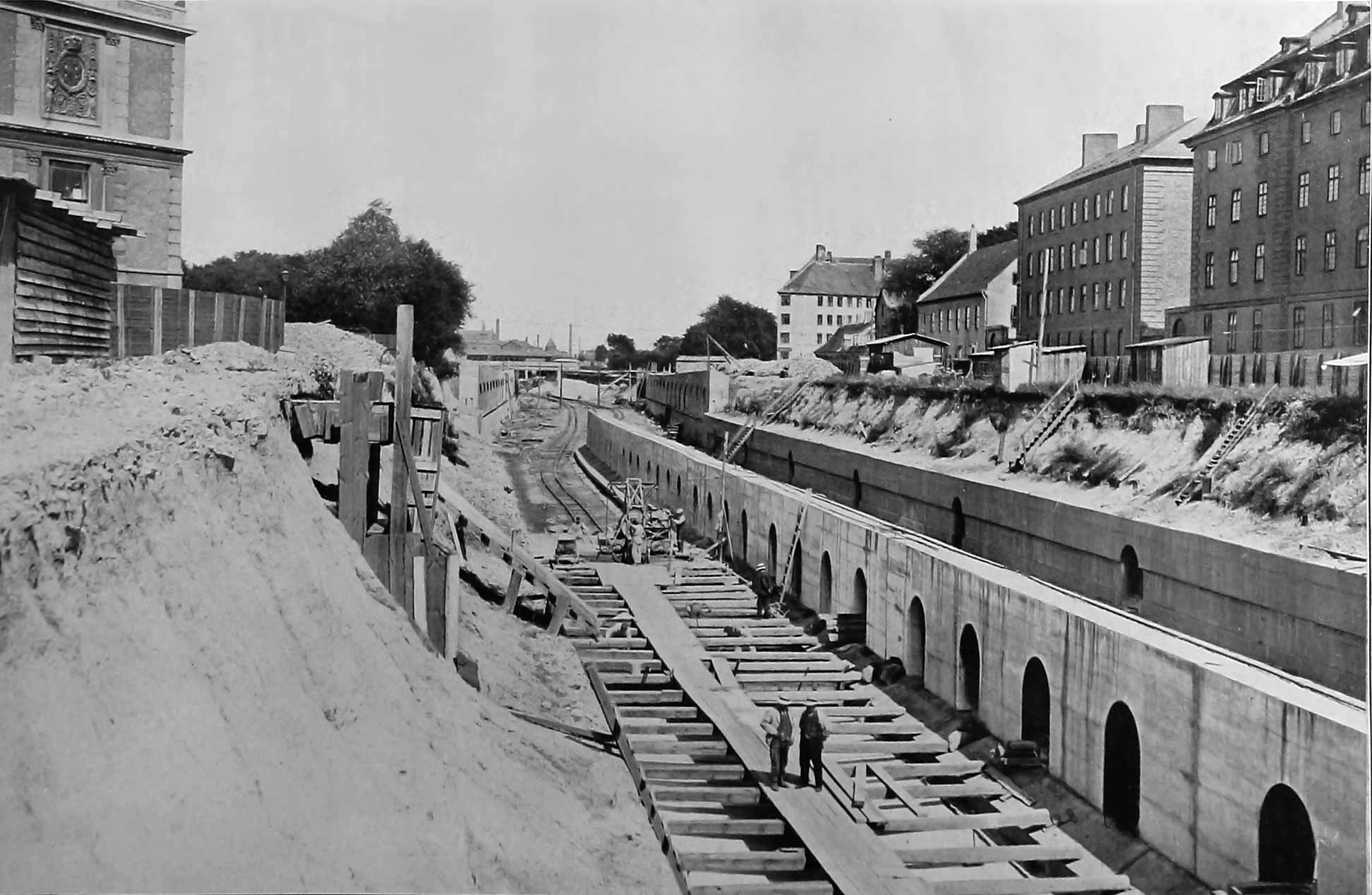
丹麦国立美术馆附近的哥本哈根大街铁路地下段建设工地，拍摄于1914年。从照片中可以看出，该处铁路隧道使用明挖回填法修建。

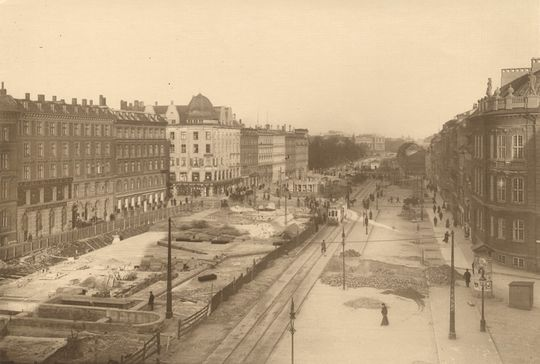
位于北城墙街（丹麥語：Nørre Voldgade (København)）的哥本哈根大街铁路地下段施工现场，拍摄于1916年前后。

### 建成后

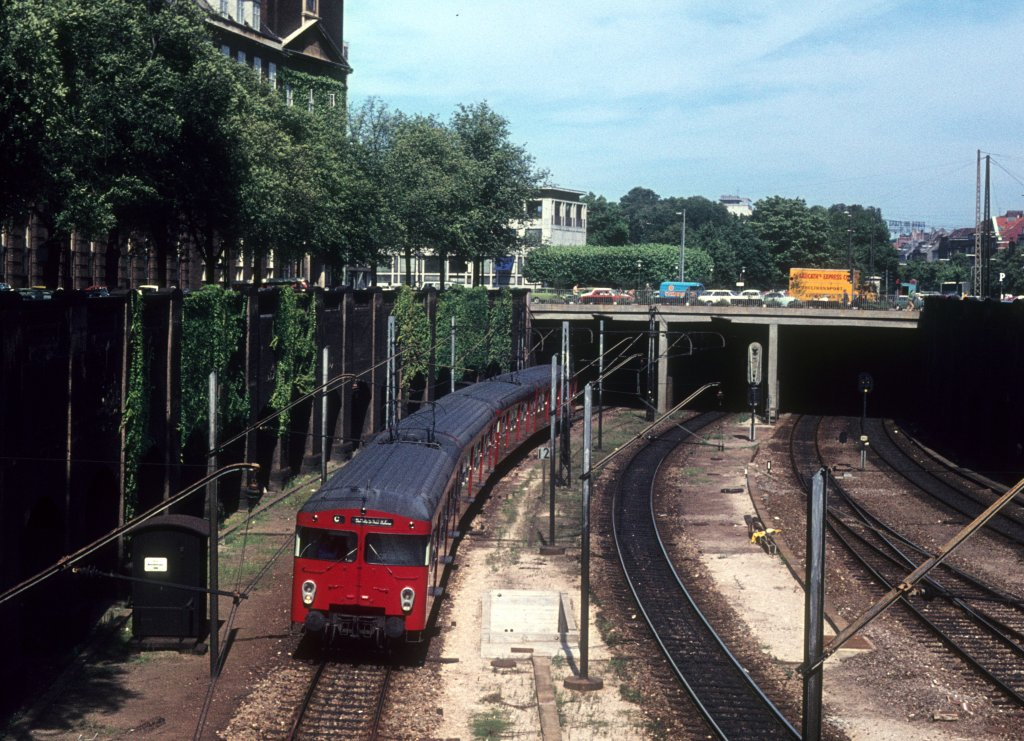
1973年7月30日拍摄的哥本哈根大街铁路靠近西门站的隧道出口。图中铁路已电气化的部分为哥本哈根市郊铁路使用的轨道，未电气化的部分为主线铁路使用的轨道。图中列车为当时使用第二代哥本哈根市郊铁路列车的哥本哈根市郊铁路C线列车。

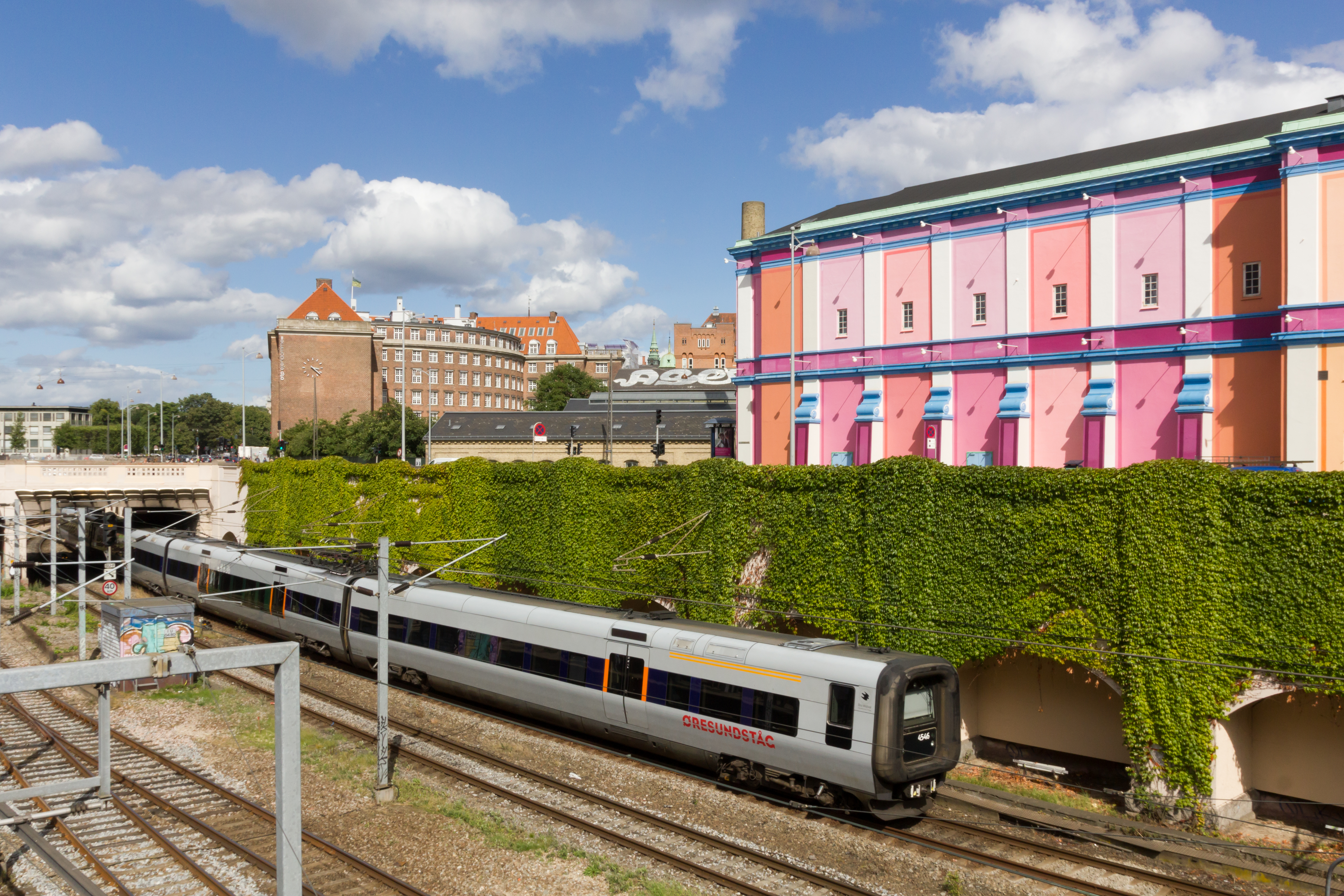
2016年8月9日时的哥本哈根大街铁路靠近西门站一侧的隧道出口。

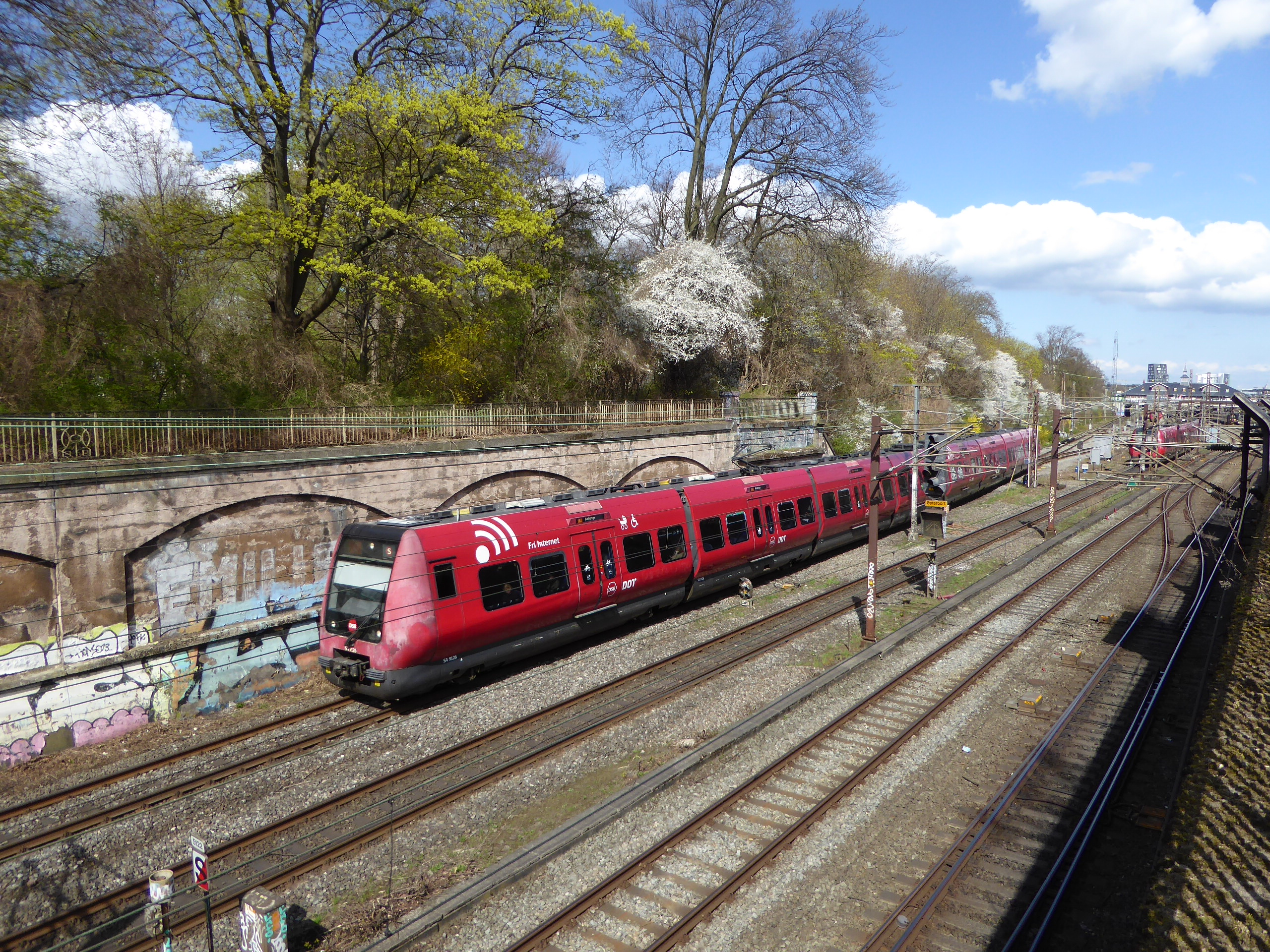
哥本哈根市郊铁路列车行走在哥本哈根大街铁路位于东门站南侧不远处的露天线路上，2018年4月23日拍摄。

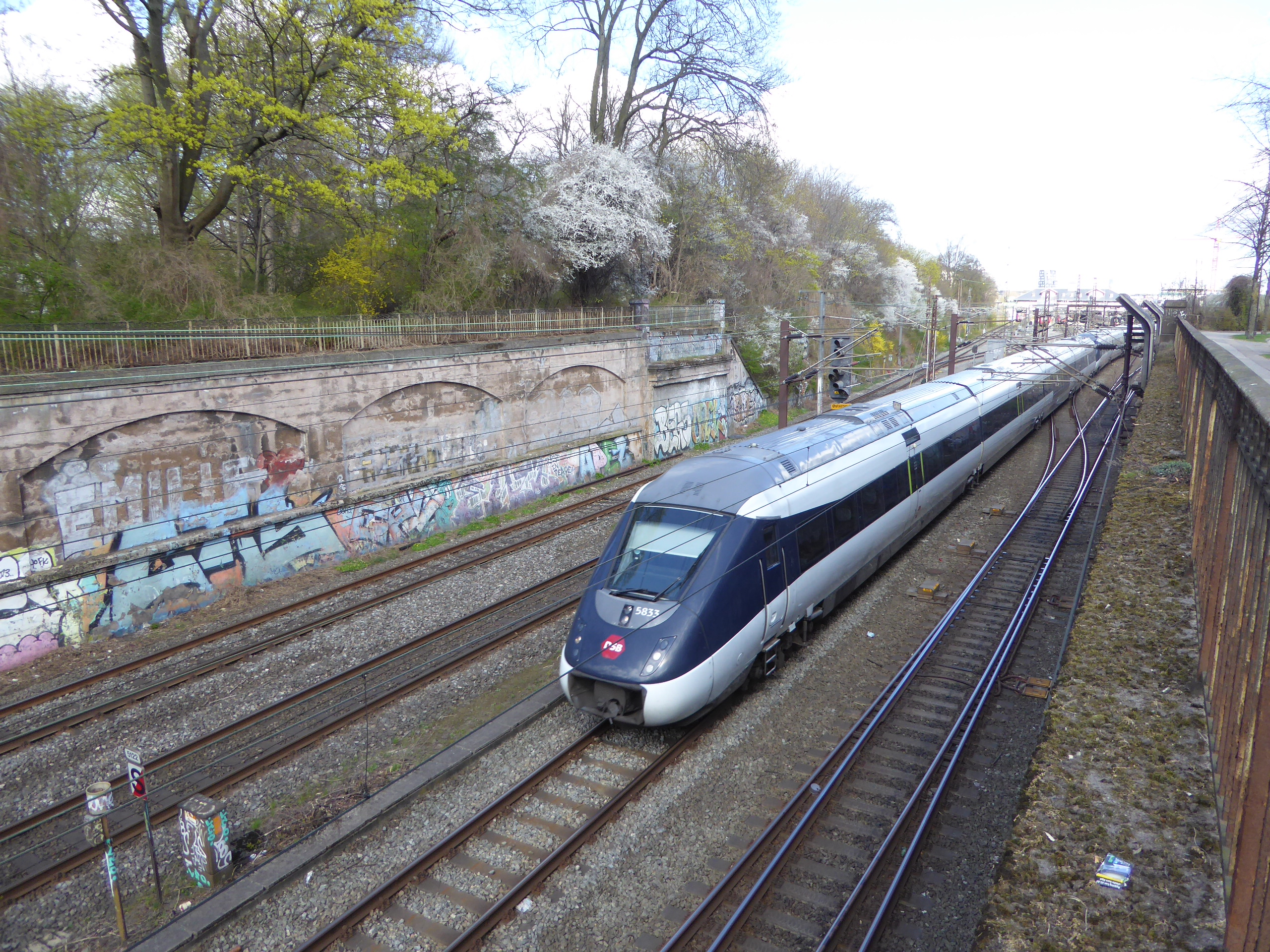
一列由两列“城际4型柴油动车组”重联而成的旅客列车行走在哥本哈根大街铁路位于东门站南侧不远处的露天线路上，2018年4月23日拍摄。

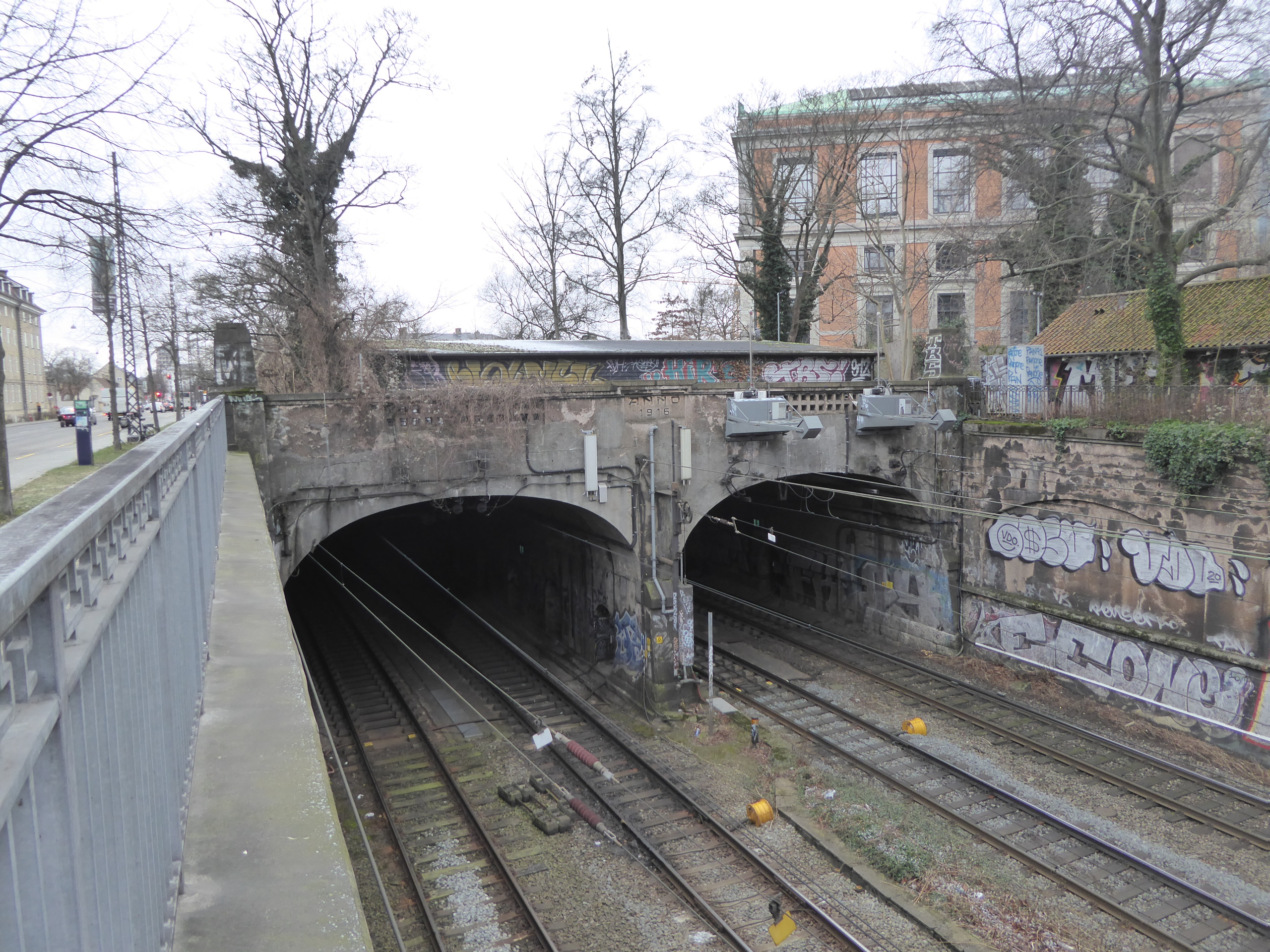
2021年1月29日时的哥本哈根大街铁路位于东门站南侧不远处的隧道出口。

## 外部連結
55°41′06″N 12°34′24″E / 55.68500°N 12.57333°E